# Miss Norwegen

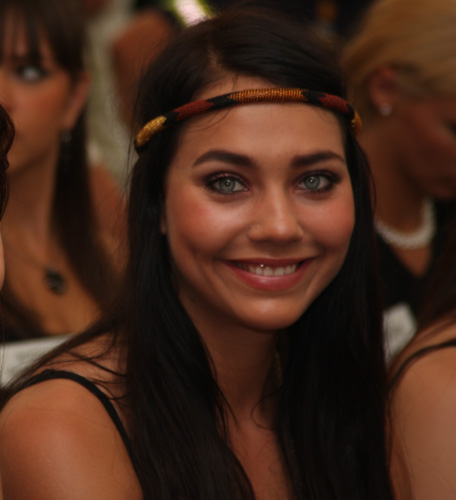
Lene Egeli, Miss Norwegen 2008

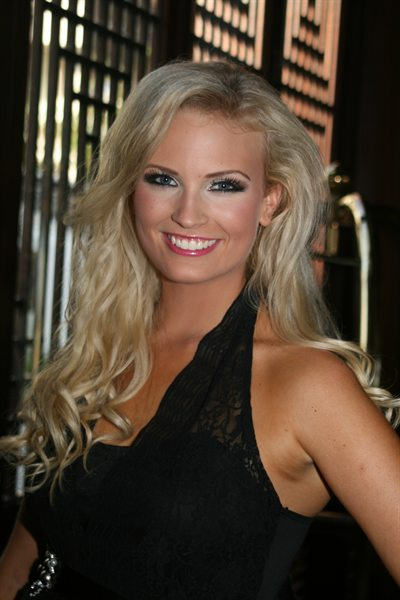
Lisa-Mari Moen Jünge, Miss Norwegen 2007

Miss Norwegen ist ein jährlicher nationaler Schönheitswettbewerb für unverheiratete Frauen in Norwegen. Bereits vor dem Zweiten Weltkrieg wurden junge Frauen gewählt, die an der Miss Europe teilnahmen. Der heutige Wettbewerb heißt im Inland Frøken Norge (dt. Fräulein Norwegen) und geht bis auf das Jahr 1950 zurück. Anfangs wurde er von der Tageszeitung Dagbladet, dann bis 1974 von der Frauenzeitschrift Det Nye (dt. ‚Die Neue‘) ausgerichtet. In den Folgejahren gab es keine Wahlen: Die Kandidatinnen für internationale Wettbewerbe wurden von einer Modelagentur handverlesen. Erst 1980 etablierte sich wieder ein Miss-Norwegen-Wettbewerb der Miss Norway Models Agency Inc., der seit 1986 von der Best Company AS veranstaltet wird.
Mit dem Wettbewerb Frøken Norge wird die „schönste Norwegerin“ gewählt. Die norwegischen Kandidatinnen für die Teilnahme zum Miss World werden in einer Extra-Wahl dazu bestimmt. Seit 1953 nimmt Norwegen daran teil, hat aber bisher nie mit einer Kandidatin den Miss World-Wettbewerb gewonnen. Den besten Platz zur Miss World hatte bisher Ingeborg Sorensen 1972 mit dem zweiten Platz erreicht. Seit 1988 wird außerdem die Norske Miss Universe gewählt, zunächst auf der gleichen Veranstaltung, 1999 bis 2005 in einer eigenen Konkurrenz, aber von derselben Organisation. Diese kandidiert für Norwegen bei der Miss Universe.
Einige Teilnehmerinnen gewannen beide Wettbewerbe, so Bente Brunland 1988/89, Inger Lise Ebeltoft 1995/96, Kathrine Sørland 2002/04 und Helene Tråsavik 2005.
Die Modelagentur Norwegian Models & Artists von Geir Killingland organisiert seit 1983 die Wahl zur Miss Norway. Ihre Siegerinnen nehmen seit den 1980er Jahren an der Miss Scandinavia bzw. Miss Baltic Sea and Scandinavia sowie seit 2004 an der Miss Europe teil. Außerdem besitzt die Agentur nach eigenen Angaben die Konzessionen für die Miss International, Miss Intercontinental und Miss Earth.

## Die Siegerinnen

### Siegerinnen vor 1945
| Jahr | Name                 |
| ---- | -------------------- |
| 1933 | Gudrun Hilditch Rygh |
| 1934 | Elsa Lindseth        |
| 1935 | Gerd Lowlie          |
| 1936 | Aslaug Simensen      |
| 1937 | Lisbeth Grung        |
| 1938 | Else Hammer          |

### Frøken Norge 1950–1980
| Jahr    | Name                   |
| ------- | ---------------------- |
| 1950    | Aud Grenes             |
| 1951    | nicht ausgetragen      |
| 1952    | Eva Røyne              |
| 1953    | Synnøve Gullbransen    |
| 1954    | Mona Stornes           |
| 1955    | Solveig Borstad        |
| 1956    | nicht ausgetragen      |
| 1957    | Elisabeth Gronning     |
| 1958    | Greta Andersen         |
| 1959    | Jorunn Kristjansen     |
| 1960    | Lise Hammer            |
| 1961    | Åse Marie Schmedling   |
| 1962    | Beate Brevik Johansen  |
| 1963    | Mette Stenstad         |
| 1964    | Eva Carlberg           |
| 1965    | Jorunn Nystedt         |
| 1966    | Siri Gro Nielsen       |
| 1967–68 | nicht ausgetragen      |
| 1969    | Patricia Ingrid Walker |
| 1970    | Vibeke Steineger       |
| 1971    | Ruby Reiten            |
| 1972    | Liv Hanche Olsen       |
| 1973    | Anne Katrine Ramstad   |
| 1974–75 | nicht ausgetragen      |
| 1976    | Jenny Ottesen          |
| 1977    | Bente Lihaug           |
| 1978    | Jeanette Aarum         |
| 1979    | Unni Margret Øgland    |
| 1980    | Heidi Louise Oiseth    |

### Frøken Norge 1980–1985
| Jahr | Name                    | Stadt        | Provinz    |
| ---- | ----------------------- | ------------ | ---------- |
| 1980 | Maiken Nilesen          |              |            |
| 1981 | Anita Nesbø             | Kolbotn      | Akershus   |
| 1982 | Jeanett Krefting        |              |            |
| 1983 | Karen Elisabeth Dobloug | Hamar        | Hedmark    |
| 1984 | Ingrid Marie Martens    | Bærum        | Akershus   |
| 1985 | Karen Margrete Moe      | Kristiansand | Vest-Agder |

### Frøken Norge 1986 bis 2011
| Jahr | Name                 | Stadt       | Provinz          |
| ---- | -------------------- | ----------- | ---------------- |
| 1986 | Inger Louise Berg    | Brøttum     | Hedmark          |
| 1987 | Mette Veiseth        | Bangsund    | Nord-Trøndelag   |
| 1988 | Rita Paulsen         | Oppegård    | Akershus         |
| 1989 | Bente Brunland       | Lillehammer | Oppland          |
| 1990 | Ingeborg Kolseth     | Ringebu     | Oppland          |
| 1991 | Anne-Britt Røvik     | Molde       | Møre og Romsdal  |
| 1992 | Kjersti Brakestad    | Førde       | Sogn og Fjordane |
| 1993 | Rita Omvik           | Kongsvinger | Hedmark          |
| 1994 | Anne Lena Hansen     | Harstad     | Troms            |
| 1995 | Inger Lise Ebeltoft  | Tromsø      | Troms            |
| 1996 | Eva Sjøholt          | Tromsø      | Troms            |
| 1997 | Charlotte Høyåsen    | Vennesla    | Aust-Agder       |
| 1998 | Henriette Dankertsen | Bærum       | Akershus         |
| 1999 | Anette Haukaas       | Molde       | Møre og Romsdal  |
| 2000 | Stine Pedersen       | Karmøy      | Rogaland         |
| 2001 | Malin Johansen       | Finnsnes    | Troms            |
| 2002 | Kathrine Sørland     | Stavanger   | Rogaland         |
| 2003 | Elisabeth Wathne     | Mandal      | Vest-Agder       |
| 2004 | Hege Tørresdal       | Aksdal      | Rogaland         |
| 2005 | Helene Tråsavik      | Egersund    | Rogaland         |
| 2006 | Tonje Elise Skjærvik | Åfjord      | Sør-Trøndelag    |
| 2007 | Lisa-Mari Moen Jünge | Molde       | Møre og Romsdal  |
| 2008 | Lene Egeli           | Stavanger   | Rogaland         |
| 2009 | Sara Skjoldnes       | Skien       | Telemark         |
| 2010 | Mariann Birkedal     | Stavanger   | Rogaland         |
| 2011 | Anna Zahl            | Sortland    | Nordland         |

### Kandidatinnen zu Miss World
| Jahr | Kandidatin für die Miss World | Platzierung bei Miss World |
| ---- | ----------------------------- | -------------------------- |
| 1951 | –                             |                            |
| 1952 | –                             |                            |
| 1953 | Solveig Gulbrandsen           |                            |
| 1954 | –                             |                            |
| 1955 | –                             |                            |
| 1956 | –                             |                            |
| 1957 | –                             |                            |
| 1958 | Aase Gjeldvik                 | Top 10                     |
| 1959 | Berit Grundvig                |                            |
| 1960 | Grete Solhøi                  | Top 15                     |
| 1961 | –                             |                            |
| 1962 | –                             |                            |
| 1963 | –                             |                            |
| 1964 | –                             |                            |
| 1965 | –                             |                            |
| 1966 | Birgit Andersen               | 6. Platz                   |
| 1967 | Vigdis Sollie                 |                            |
| 1968 | Hedda Lien                    |                            |
| 1969 | Kjersti Jortun                | 7. Platz                   |
| 1970 | Aud Fosse                     |                            |
| 1971 | Kate Starvik                  |                            |
| 1972 | Ingeborg Sørensen             | 2. Platz                   |
| 1973 | Wenche Steen                  |                            |
| 1974 | Torill Mariann Larsen         | Top 15                     |
| 1975 | Sissel Gulbrandsen            |                            |
| 1976 | Nina Kristin Rønneberg        |                            |
| 1977 | Åshild Ottesen                |                            |
| 1978 | Elisabeth Klæboe              |                            |
| 1979 | Jeanette Aarum                |                            |
| 1980 | Maiken Nielsen                |                            |
| 1981 | Anita Nesbø                   |                            |
| 1982 | Jeanette Krefting             |                            |
| 1983 | Karen Elisabeth Dobloug       |                            |
| 1984 | Ingrid Marie Martens          |                            |
| 1985 | Karen Margrethe Moe           |                            |
| 1986 | Inger Louise Berg             |                            |
| 1987 | Mette Veiseth                 |                            |
| 1988 | Rita Paulsen                  | Top 10                     |
| 1989 | Bente Brunland                |                            |
| 1990 | Ingeborg Kolseth              |                            |
| 1991 | Anne-Britt Rovik              |                            |
| 1992 | Kjersti Brakestad             |                            |
| 1993 | Rita Omvik                    |                            |
| 1994 | Anne Lena Hansen              |                            |
| 1995 | Inger Lise Ebeltoft           |                            |
| 1996 | Eva Sjøholt                   |                            |
| 1997 | Charlotte Høiåsen             |                            |
| 1998 | Henriette Dankertsen          |                            |
| 1999 | Anette Haukaas                | Top 10                     |
| 2000 | Stine Pedersen                |                            |
| 2001 | Malin Johansen                |                            |
| 2002 | Kathrine Sørland              | 4. Platz                   |
| 2003 | Elisabeth Wathne              | 13. Platz                  |
| 2004 | Hege Tørresdal                |                            |
| 2005 | Helene Tråsavik               |                            |
| 2006 | Tonje Elise Skjærvik          |                            |
| 2007 | Lisa-Mari Moen Jünge          |                            |
| 2008 | Lene Egeli                    |                            |
| 2009 | Sara Skjoldnes                |                            |
| 2010 | Mariann Birkedal              | 6. Platz                   |
| 2011 | Anna Zahl                     |                            |

### Norske Miss Universe
| Jahr | Name                     | Stadt                    | Provinz                  |
| ---- | ------------------------ | ------------------------ | ------------------------ |
| 1988 | Bente Brunland           | Lillehammer              | Oppland                  |
| 1989 | Lene Ørnhoft             | Lørenskog                | Akershus                 |
| 1990 | Mona Grudt               | Stjørdal                 | Nord-Trøndelag           |
| 1991 | Lene Maria Pedersen      | Andørja                  | Troms                    |
| 1992 | Anne Sofie Galåen        | Moelv                    | Hedmark                  |
| 1993 | Ine Beate Strand         | Sætre                    | Buskerud                 |
| 1994 | Caroline Sætre           | Sykkylven                | Møre og Romsdal          |
| 1995 | Line Sandvik             | Moss                     | Østfold                  |
| 1996 | Inger Lise Ebeltoft      | Troms                    | Tromsø                   |
| 1997 | keine Kandidatin gewählt | keine Kandidatin gewählt | keine Kandidatin gewählt |
| 1998 | Stine Bergsvand          | Stathelle                | Telemark                 |
| 1999 | keine Kandidatin gewählt | keine Kandidatin gewählt | keine Kandidatin gewählt |
| 2000 | Tonje Wøllo              | Drammen                  | Buskerud                 |
| 2001 | Linda Marshall           | Drammen                  | Buskerud                 |
| 2002 | Hege Hatlo               | Nesøya                   | Akershus                 |
| 2003 | Hanne Karine Sørby       | Porsgrunn                | Telemark                 |
| 2004 | Kathrine Sørland         | Stavanger                | Rogaland                 |
| 2005 | Helene Tråsavik          | Egersund                 | Rogaland                 |
| 2006 | Martine Jonassen         | Tjøme                    | Vestfold                 |
| 2007 | Kirby Ann Basken         | Oslo                     | Akershus                 |
| 2008 | Mariann Birkedal         | Stavanger                | Rogaland                 |
| 2009 | Eli Landa                | Stavanger                | Rogaland                 |
| 2010 | Melinda Elvenes          | Larvik                   | Vestfold                 |

### Miss Norway
| Jahr    | Name                     | Stadt             | Provinz           |
| ------- | ------------------------ | ----------------- | ----------------- |
| 1983/84 | Karen Elisabeth Doblough | Hamar             | Hedmark           |
| 1984/85 | Ingrid Marie Martens     | Bærum             | Akershus          |
| 1985/86 | Karen Margrete Moe       | Kristiansand      | Vest-Agder        |
| 1986/87 | Tone Anette Henriksen    | Harstad           | Troms             |
| 1987/88 | Renate Bibow             | Kongsvinger       | Hedmark           |
| 1988/89 | Helle Hansen             | Fauske            | Nordland          |
| 1989/90 | Heidi Olsen              | Oslo              | Oslo              |
| 1990/91 | Hege Cathrine Baardsen   | Haugesund         | Rogaland          |
| 1991/92 | Julianne Skovli          | Moss              | Østfold           |
| 1992/93 | Turid Sundet             | Smøla             | Møre og Romsdal   |
| 1994    | Anne Vibeke Hoel         | Alta              | Finnmark          |
| 1995    | Silje S. Syversen        | Tønsberg          | Vestfold          |
| 1996    | Thea Hokstad             | Trondheim         | Sør-Trøndelag     |
| 1997    | Anne Mette Tveiten       | Kristiansand      | Vest-Agder        |
| 1998    | Bjørg Sofie Løvstad      | Kløfta            | Akershus          |
| 1999    | Anette Rusten            | Kongsberg         | Buskerud          |
| 2000    | Line Hansen              | Mo i Rana         | Nordland          |
| 2001    | Siv Therese H. Haavik    | Stavanger         | Rogaland          |
| 2002    | Linn N. Olaisen          | Tromsø            | Troms             |
| 2003    | Marna Haugen             | Ørsta             | Møre og Romsdal   |
| 2004    | Jeanette Ersdal          | Flekkefjord       | Vest-Agder        |
| 2005    | Karoline N. Nakken       | Asker u. Bærum    | Akershus          |
| 2006    | Linn Andersen            | Bergen            | Hordaland         |
| 2007    | Karoline M. Kleven       | Notodden          | Telemark          |
| 2008    | Beatrice M. Delås        | Sellebakk         | Østfold           |
| 2009    | nicht ausgetragen        | nicht ausgetragen | nicht ausgetragen |
| 2010    | Iman Kerigo              | Gjøvik            | Akershus          |
| 2011    | Ana Zahl                 |                   | Nordland          |
| 2012    | Sara Nicole Andersen     | Oslo              | Oslo              |
| 2013    | Mari Chauhan             | Hamar             | Hedmark           |
| 2014    | Elise Dalby              | Hamar             | Hedmark           |
| 2015    | Martine Rødseth          | Nord-Odal         | Hedmark           |
| 2016    | Christina Waage          |                   | Akershus          |
| 2017    | Kaja Kojan               |                   | Akershus          |
| 2018    | Susanne Guttorm          |                   | Finnmark          |
| 2019    | Helene Abildsnes         |                   | Vest-Agder        |
| 2020    | Sunniva Høiåsen Frigstad |                   | Agder             |
| 2021    | Nora Emilie Nakken       | Trondheim         | Trøndelag         |